# Илия Миланов
Илия Венциславов Миланов (роден на 19 февруари 1992 г. в град Левски) е български футболист, състезател на Дунав (Русе). Играе предимно като централен защитник, но може да се изявява и като десен бек. Има брат близнак Георги Миланов, който също е футболист.

## Кариера
Близнаците Миланови започват да тренират футбол в родния си град когато са едва 6-годишни. С детския отбор взимат участие в редица турнири и бързо хващат окото на скаутите от водещите български клубове. Родителите им на няколко пъти отхвърлят предложения на Спартак Пл., Левски Сф., ЦСКА. Когато е 10-годишен идва предложение от Литекс, но двете момчета отиват при ловчанлии две години по-късно. През това време пътуват до Ловеч за да тренират с връстниците си и взимат участие в редица срещи и турнири. 
 През 2005 г. Илия и брат му постъпват в Академия Литекс. След отлични игри идва и признанието, като през февруари 2009 г. наставника на „оранжевите“ Станимир Стоилов ги взима в първия отбор.
През сезон 2008/09 записва общо 80 изиграни мача за различните формации на национала, както и за своята възрастова група в Академия Литекс и дублиращия отбор. Въпреки че изпълнява предимно защитни функции, Илия има афинитет към атаката и редовно бележи голове от различни положения.
 На 28 юни 2009 печели шампионата на България при юношите младша възраст, родени 1992 г. на които е капитан, като във финала игран в Правец Литекс побеждава връстниците си от Левски Сф. с 4:2. На предсезонната лятна подготовка в Холандия младият футболист вече е част от първия състав. Неизменен титуляр за дублиращия състав, както и за своята възрастова група в Академия Литекс. В средата на август 2009 и отново в Правец с юношеска формация на Литекс водена от старши треньора Петко Петков взима участие в VI издание на международния футболен турнир за юноши „Юлиян Манзаров“. След победи над столичните ЦСКА и Левски Сф., и минимална загуба от Стяуа Букурещ, „оранжевите“ завършват първи в своята група. На финала в Правец се изправят срещу победителя от другата група европейския гранд Барселона. Илия Миланов отбелязва единственото попадение в тази среща с което Литекс печели купата и златните медали от турнира. Официалният му дебют за представителния тим е на 3 декември 2009 г. когато в 1/16 финал за Купата на България срещу домакините от Пирин (Гоце Делчев) новият старши треньор на Литекс Ангел Червенков го пуска като смяна на Пламен Николов. Новият старши треньор Любослав Пенев също разчита на близнака. Илия записва мачове и в Шампионската лига като излиза титуляр срещу Висла Краков и на два пъти срещу Динамо Киев.

## Национален отбор
Илия преминава през всички формации на юношеския нац.отбор където играе като десен защитник.
Получава първата си повиквателна за националния отбор до 17 г. с треньор Борис Ангелов през 2006 г. Титуляр във всичките евроквалификации срещу отборите на Черна гора, Полша и Азербайджан. При деветнадесетгодишните Атанас Атанасов-Орела също го вика за квалификациите за Европейско първенство по футбол за юноши до 19 г.. Записва мачове срещу връстниците си от Република Ирландия, Сърбия и Люксембург. Селекционерът на младежите Михаил Мадански също го вика в състава си. Играе в контролите срещу Гърция, Румъния, Камерун, Гана и Република Македония, както и в квалификациите за Европейското първенство по футбол за младежи срещу Черна гора,Швеция, Холандия и Шотландия.

## Успехи
Академия Литекс
- Международен юношески турнир „Юлиян Манзаров“ – 2009
- Шампион на България при юноши младша възраст родени 1992 г. – 2009

 Литекс Ловеч
- Шампион (2): 2009-10, 2010-11
- Суперкупа на България – 2010